# حارة عمرو (ذمار)
حارة حارة عمرو هي إحدى حارات حي بمديرية مدينة ذمار إحدى مديريات مدينة ذمار، بلغ تعداد سكانها 1,175 نسمة حسب تعداد اليمن لعام 2004.